# Gracht

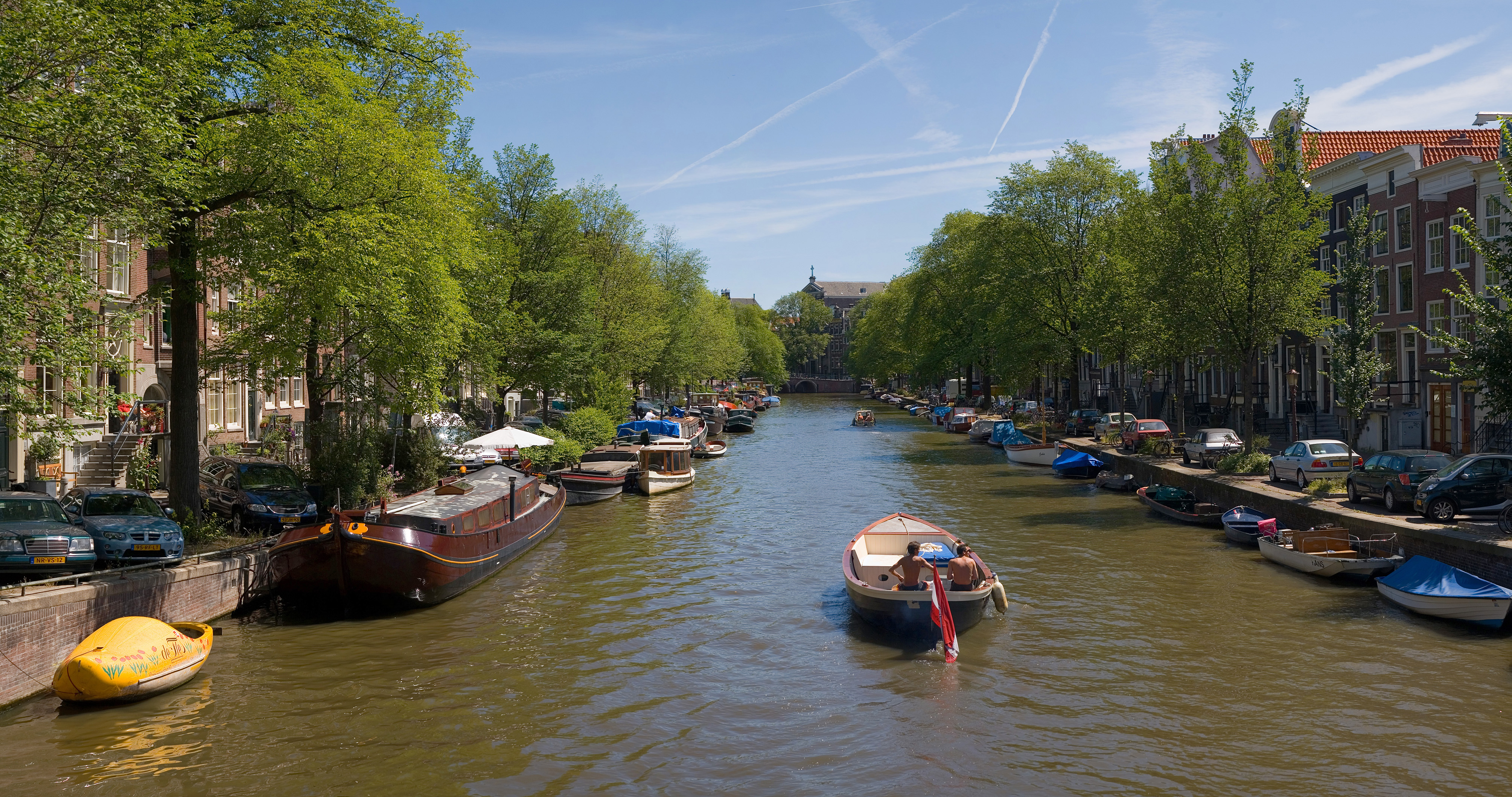
Gracht in Amsterdam

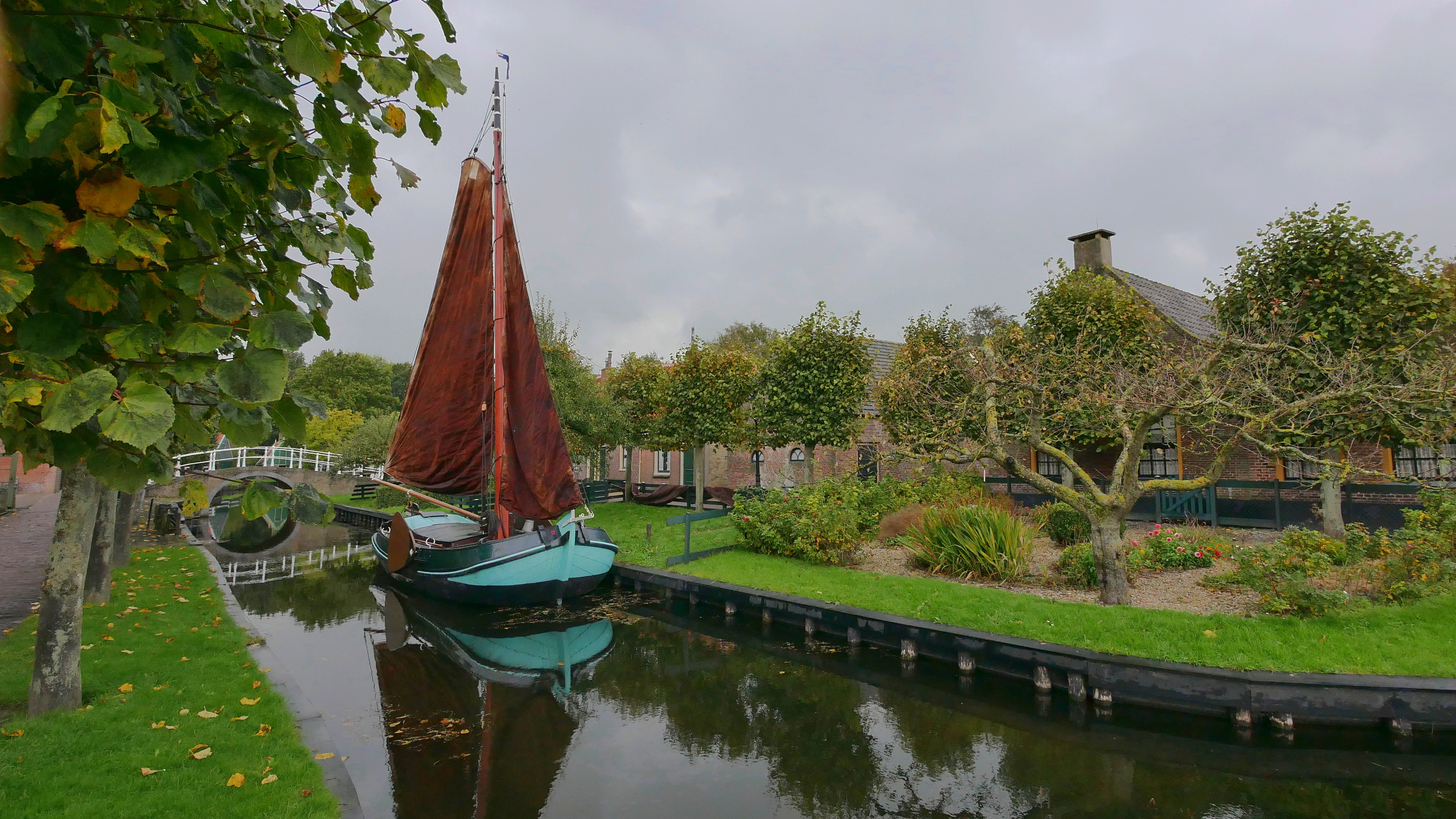
Gracht im Zuiderzeemuseum

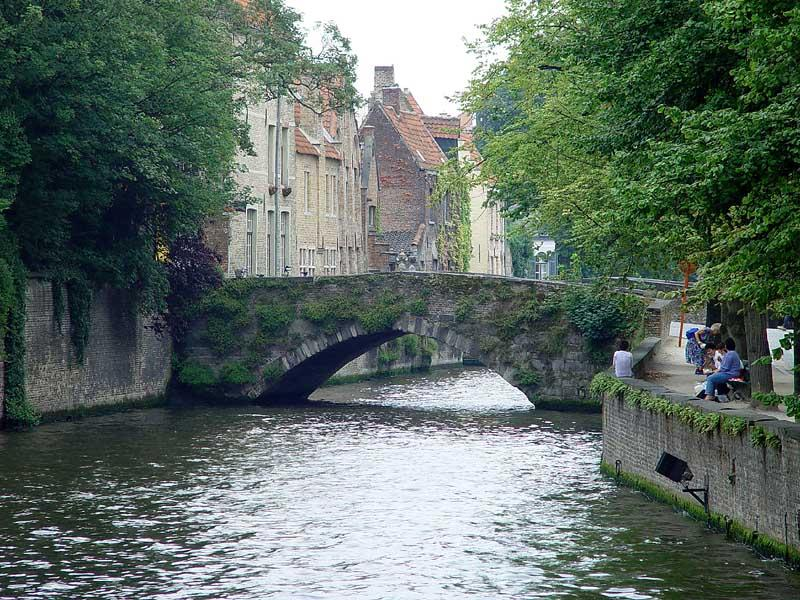
Gracht in Brügge

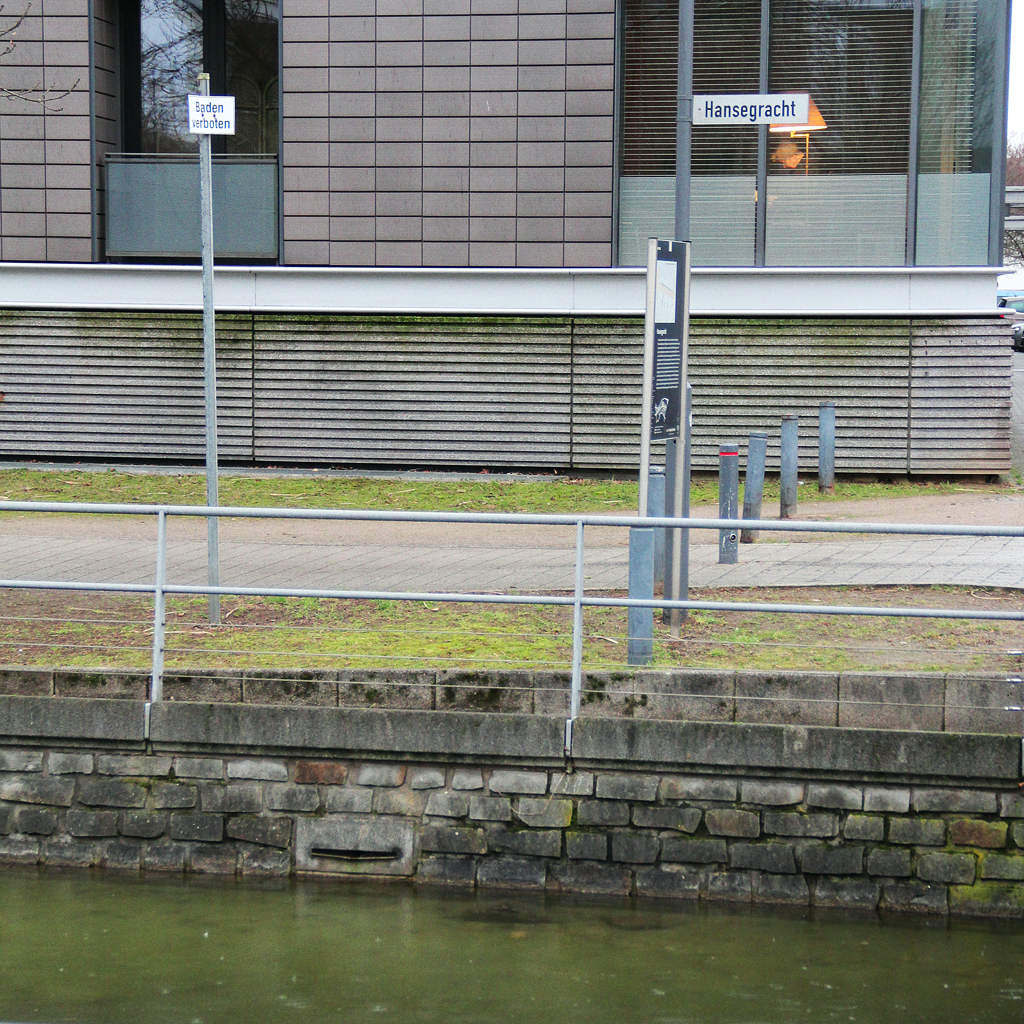
Die Hansegracht in Duisburg

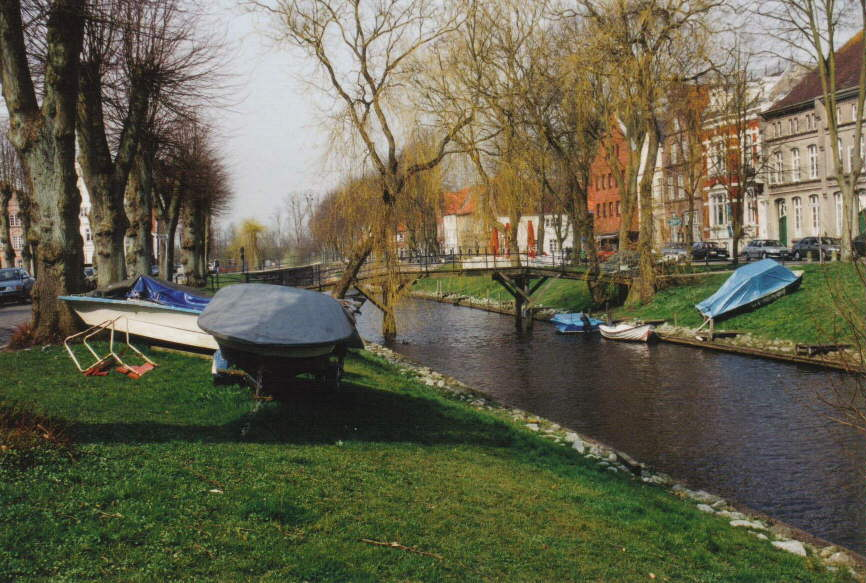
Gracht in Friedrichstadt

Die Gracht (niederländische Aussprache: ɣrɑχt, Plural: Grachten) ist allgemein der niederländische Begriff für Kanal, Graben oder Wassergraben. 

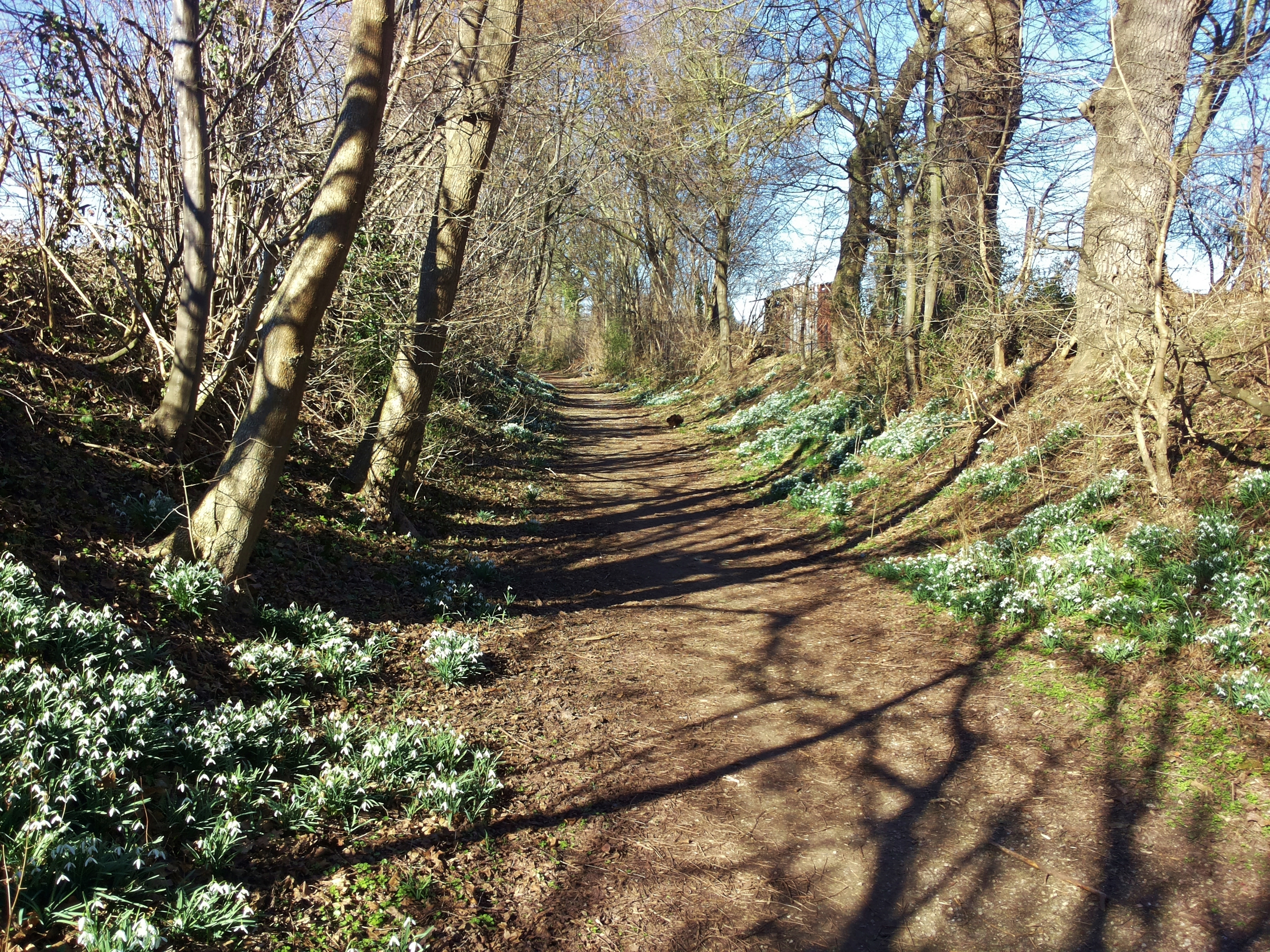
Die „Kuhgracht“, ein Hohlweg in der Gemarkung Würm (054567)

Im engeren Sinn werden schmale, künstlich angelegte Wasserwege in Städten der Niederlande und im flämischen Teil Belgiens als Grachten bezeichnet. Am bekanntesten sind die Amsterdamer Grachten, die die gesamte Innenstadt in mehreren Ringen durchziehen und von zahlreichen Brücken überspannt werden. Das Grachtennetz Amsterdams wurde ab 1612 zum bequemen An- und Abtransport von Waren zu den direkt daran errichteten Lager- und Kaufmannshäusern sowie zur Entwässerung und Verteidigung angelegt. 
Das Netz der befahrbaren Wasserwege Amsterdams hat eine Gesamtlänge von über 80 Kilometern. Dazu zählen die Herengracht, die Keizersgracht und die Prinsengracht. Für Touristen werden Grachtenrundfahrten angeboten. Weitere Städte in den Niederlanden mit Grachten sind Alkmaar, Delft, Den Helder, Dordrecht, Gouda, Groningen, Haarlem, Leeuwarden, Leiden, Utrecht und Zwolle. In den belgischen Städten Brugge, Antwerpen und Gent gibt es ebenfalls Grachten. Ebenso wurden in der deutschen Stadt Friedrichstadt in Schleswig-Holstein, 1621 als Exulantensiedlung von niederländischen Remonstranten gegründet, Grachten angelegt. Im 16. Jahrhundert wurde unter Leitung des Niederländers Hans Vredeman de Vries in der Wolfenbütteler Heinrichstadt ein verzweigtes Grachtensystem gebaut („Klein Venedig“). 
Im deutsch-niederländisch-belgischen Grenzgebiet werden auch Hohlwege, die durch den Holztransport entstanden sind, als „Gracht“ bezeichnet. Von diesen Grachten existieren im jeweiligen Bereich meist mehrere und der Name Gracht findet sich oft auch in Straßennamen dieses Gebiets.
Etymologisch ist Gracht mit Gräfte verbunden, einem aus dem Niederdeutschen ins Hochdeutsche übernommenen Begriff für einen Wassergraben.

## Sonstiges
- Die Grachten in Duisburg sind ein städtebauliches Element im Rahmen des Umbaus des Innenstadtbereiches
- Ähnliche Wasserstraßen in Hamburg und anderen norddeutschen Städten werden Fleet bzw. Fleth genannt.
- Der Graben um den Großen Garten in Hannover-Herrenhausen wird Graft genannt.
- Ein weiterer niederländischer und niederdeutscher Begriff für Wassergräben ist Delf.